# Marquesia femoralis
Marquesia femoralis är en tvåvingeart som först beskrevs av Malloch 1933.  Marquesia femoralis ingår i släktet Marquesia och familjen daggflugor.
Artens utbredningsområde är Sällskapsöarna. Inga underarter finns listade i Catalogue of Life.